# Boën-sur-Lignon
Boën-sur-Lignon é uma comuna francesa na região administrativa da Auvérnia-Ródano-Alpes, no departamento do Loire. Estende-se por uma área de 6 km². Em 2010 a comuna tinha 3 287 habitantes (densidade: 547,8 hab./km²).